# Artiom Łobuzow
Artiom Łobuzow, ros. Артём Юрьевич Лобузов (ur. 24 stycznia 1991 w Moskwie) – rosyjski pływak, specjalizujący się w stylu dowolnym.
W 2008 roku zdobył 3 medale mistrzostw Europy juniorów, a w następnym 2 medale tych samych mistrzostw.
W 2010 wywalczył brąz mistrzostw Europy na krótkim basenie w sztafecie 4 × 200 m stylem dowolnym.
Wystartował na igrzyskach olimpijskich w Londynie (2012) na 200 metrów stylem dowolnym, gdzie zajął 16. miejsce oraz w sztafecie 4 × 200 m stylem dowolnym, gdzie był dziesiąty.
Rok później został mistrzem Uniwersjady w Kazaniu w sztafecie 4 × 200 m kraulem. W tym samym roku zdobył srebro mistrzostw świata w Barcelonie w tej samej sztafecie.